# Лукино Висконти (правитель Милана)
Лукино Висконти (итал. Luchino Visconti; 1287 или 1292 — 24 января 1349) — итальянский кондотьер и государственный деятель, представитель дома Висконти, правитель Милана с 1339 по 1349 годы (совместно со своим братом Джованни).

## Биография
Лукино был сыном Маттео I Висконти и Бонакозы Борри. С 1315 года он был правителем города Павия, через пять лет стал подеста Виджевано, где им был сооружён замок. В 1323 году папа Иоанн XXII отлучил от церкви всю семью Висконти, которая выступила против него на стороне императора Людовика IV. Когда в 1329 году его племянник, Аццоне Висконти, вернул титул правителя Милана и начал восстанавливать власть во владениях своего рода, Лукино содействовал ему в управлении государственными делами. В качестве командующего миланской армии он разбил в 1339 году при Парабьяго наемников своего брата Лодрисио, намеревавшегося захватить власть в Милане.
В августе 1339 года Аццоне умер, не оставив наследников. Синьории Милана и других городов Ломбардии выбрали Лукино и Джованни Висконти соправителями. Джованни, будучи архиепископом Милана, занимался преимущественно церковными делами, а Лукино взял на себя дела государственные. Будучи талантливым полководцем и правителем, Лукино был человеком жестоким, подозрительным и злопамятным.
В начале 1340-х годов группа влиятельных горожан Милана, недовольная правлением Лукино, попыталась свергнуть правителей города. Заговор был разоблачён, а в числе заговорщиков оказались племянники Лукино и Джованни, Маттео, Галеаццо и Бернабо, которых Лукино изгнал из Милана. Разобравшись с внутренними врагами, Лукино существенно расширил свои владения, присоединив к ним города Боббио, Асти, Парма, Алессандрия и Тортона.
Лукино создал постоянное вооружённое ополчение, обеспечивавшее безопасность торговых путей через Альпы, а также в Геную и Венецию. Также он ввёл должность верховного судьи Милана, который обязательно должен был быть иноземцем и не иметь связей с кем-либо из миланской знати.
Лукино был женат трижды: на Виоленте Салуццо, дочери маркграфа Салуццо, затем на Катерине Спинола из влиятельного генуэзского рода и на Изабелле Фиески, племяннице римского папы Адриана V. От последнего брака у него родился единственный законнорождённый сын, Лукино Новелло. В 1349 году Лукино Висконти, заподозрив Изабеллу в измене, собирался подвергнуть её жестокому наказанию, но вскоре умер, вероятно, будучи отравленным супругой. После его смерти Джованни Висконти стал единоличным правителем Милана.